# モラベックのパラドックス
モラベックのパラドックス(Moravec's paradox)とは人工知能 (AI) やロボット工学の研究者らが発見したパラドックスで、伝統的な前提に反して「高度な推論よりも感覚運動スキルの方が多くの計算資源を要する」というものである。
1980年代にハンス・モラベック、ロドニー・ブルックス、マービン・ミンスキーが明確化した。モラベックは「コンピュータに知能テストを受けさせたりチェッカーをプレイさせたりするよりも、1歳児レベルの知覚と運動のスキルを与える方が遥かに難しいか、あるいは不可能である」と記している。
言語学者で認知心理学者のスティーブン・ピンカーは、これがAI研究者らの最大の発見だとしている。彼は著書『言語を生み出す本能』の中で次のように記している。
35年に及ぶAI研究で判明したのは、難しい問題が容易で容易な問題が難しいということである。我々が当然なものとみなしている4歳児の心的能力、すなわち顔を識別したり、鉛筆を持ち上げたり、部屋を歩き回ったり、質問に答えたりといったこと（をAIで実現すること）は、かつてないほど難しい工学上の問題を解決することになる。…新世代の知的機械が登場したとき、職を失う危険があるのは証券アナリストや石油化学技師や仮釈放決定委員会のメンバーなどになるだろう。庭師や受付係や料理人といった職業は当分の間安泰である。
マービン・ミンスキーは、最も解明が難しい人間のスキルは「無意識」だと強調している。ミンスキーは「一般に我々は、我々の精神が最も得意なことについて最も気付いていない」とし、「我々は完璧に働く複雑な過程よりもうまく機能しない簡単な過程の方をよく知っている」と続けている。

## 人間のスキルの生物学的基盤
このパラドックスについて考えられる説明の1つはモラベックが提唱したもので、進化に基づいている。人間のスキルは全て生物学的に実装されており、自然淘汰の過程を経て設計されている。その進化の過程で、自然淘汰はデザインの改良と最適化を高める方向に働く。スキルの起源が古いほど、自然淘汰によるデザインの改良が何度も行われることになる。抽象的思考が発展しはじめたのはごく最近であり、その実装が効率的であることはあまり期待できない。
モラベックは次のように記している。
人間の脳の感覚と運動に関する部分は、自然界で十億年間経験し生き残ってきたことで高度に進化してきた。我々が推論と呼ぶ意識的プロセスは、より古く強力な通常は意識されない感覚運動的知識によって支持されなければ意味がない薄いベニヤ板のようなものだと私は信じている。感覚と運動の領域では我々はみな並外れたオリンピック選手であり、難しいことも簡単にこなすことができる。しかし抽象的思考は新たな技であり、おそらくここ10万年で発展してきたものである。我々はそれをまだマスターしていない。それは本質的には難しいことでは全くない。単に我々がそれをしようとするときに難しく思えるだけである。
この主張を簡単にまとめると次のようになる。
- 動物にも共通するような人間のスキルは長期間発展してきたため、我々はそれらをリバースエンジニアリングする困難さを予期すべきである。
- 最古の人間のスキルは無意識のうちに働くことがほとんどであり、我々には簡単なことに思える。
- したがって、一見して簡単なスキルはリバースエンジニアリングするのが難しく、逆に努力を要するスキルのリバースエンジニアリングは簡単かもしれない。

数百万年の進化を経てきたスキルの例としては、顔面の認識、空間内の移動、人々の動機づけの判断、ボールをキャッチすること、声を識別すること、適当な目標を設定すること、興味深い事物に注意を払うこと、知覚・注意力・視覚化・運動などのスキルに関わるあらゆること、社会的スキルなどがある。
より最近になって登場したスキルの例としては、数学、工学、ゲーム、論理など我々が科学とよぶもの全般がある。我々の身体と脳はそういった活動向けに設計されていないため、人間にとってそれらの活動は難しいということになる。歴史的に最近になって獲得されたスキルや技法であり、その多くが文明の発達に伴いここ数千年の間に発展してきた。

## 人工知能への歴史的影響
人工知能研究の初期には、主な研究者らが数十年以内に思考する機械を作りだせると予測していた（人工知能の歴史を参照）。そのような楽観主義が出てきた背景には、論理を使ったプログラム（数学の問題を解くプログラムやチェッカーやチェスをプレイするプログラム）を書いてある程度の成功をおさめていたという事実がある。論理学や代数学は人間にとっては難しいものだったため、それらを駆使できるということは知性の証しだとみなされた。「難しい」問題を解けたのだから、視覚や常識推論のような「やさしい」問題もすぐに解決するだろうと考えたのである。しかしそれは大間違いだった。論理学や代数学の問題を解くのは機械にとって非常に容易だった。
ロドニー・ブルックスは、初期のAI研究について、高等教育を受けた男性科学者にとって挑戦に値する事柄（チェス、記号積分、数学定理の証明、代数学の複雑な文章問題を解くことなど）が知能を最も発揮するという考え方があったと説明している。さらに「4、5歳の子どもが簡単にできること、例えば視覚でコーヒーカップと椅子を識別すること、2本の脚で歩き回ること、ベッドルームからリビングまでの経路を見つけることなどは、知能を要する活動とみなされていなかった」と記している。
このことからブルックスは人工知能とロボット工学の研究の新たな方向性を追求することになった。彼は知的機械を作るにあたって、認知能力を持たせようとはせず、単に感覚と行動だけで構築しようとした。すなわち人工知能研究で伝統的に「知能」とされてきたことを完全に除外しようとした。ブルックスはこれを "Nouvelle AI" と呼び、その考え方はその後のAIおよびロボット研究に大きな影響を及ぼした。